# کهنه باغستان

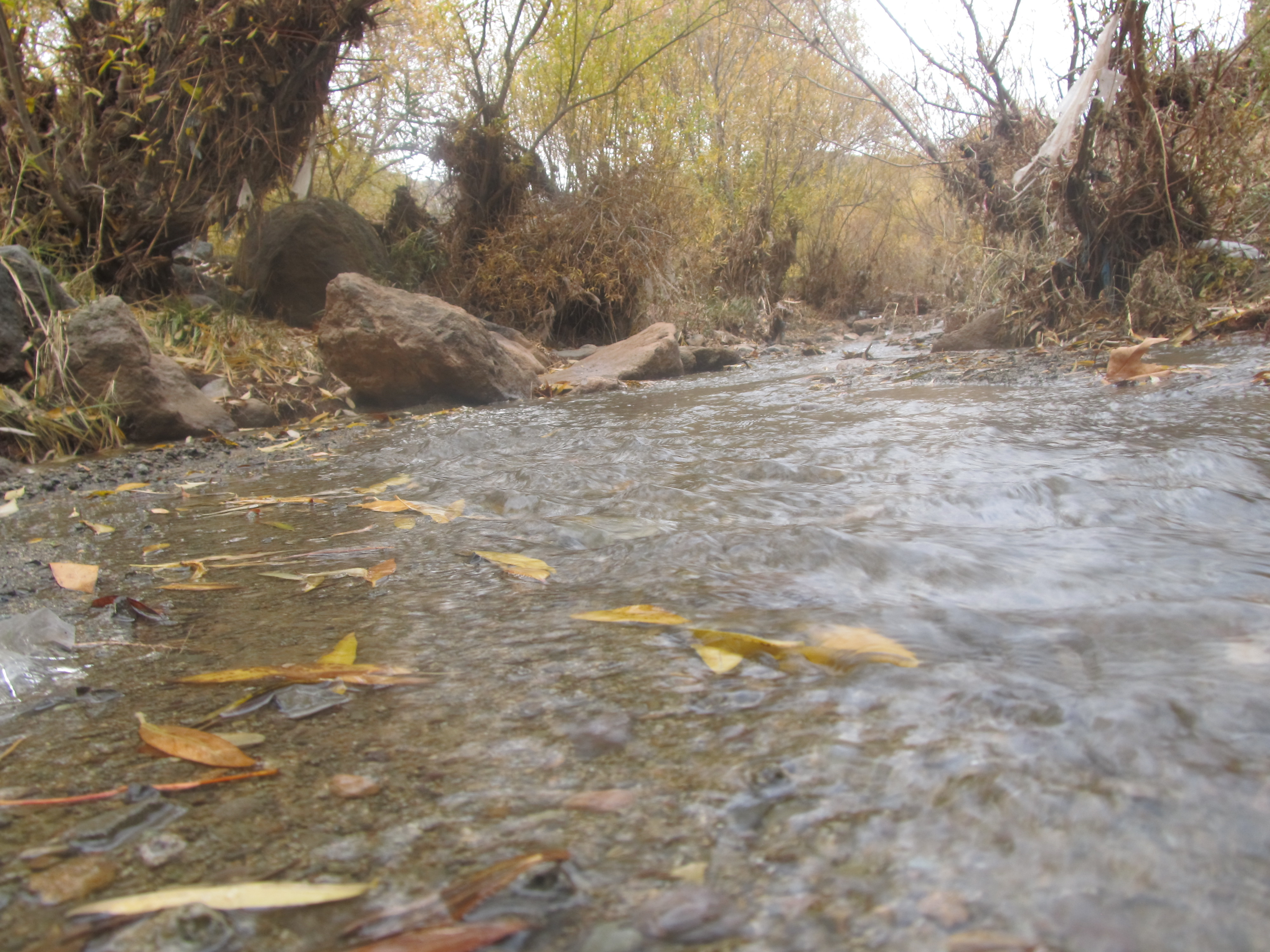
تنگه کهنه باغستان

کهنه باغستان زرشک نام تنگه ای سرسبز و خوش آب و هوا در شمال شهر قزوین است . این تنگه از ابتدای جاده بهرام آباد آغاز شده و در روستای زرشک واقع شده و یکی از مناطق دیدنی این روستا می باشد و مناسب برای کوهپیمایی نیز هست .